# Melholt Sogn
Melholt Sogn er et sogn i Brønderslev Provsti (Aalborg Stift). 
I 1911 blev Melholt Kirke opført som filialkirke, og Melholt blev et kirkedistrikt i Dronninglund Sogn, som hørte til Dronninglund Herred i Hjørring Amt. I 1914 indgik Melholt og Asaa kirkedistrikter i Asaa-Melholt Sogn sammen med en del af Ulsted Sogn i Kær Herred (Aalborg Amt).
Asaa-Melholt blev ikke en selvstændig sognekommune, men forblev en del af Dronninglund sognekommune. Den blev ved kommunalreformen i 1970 kernen i Dronninglund Kommune, som ved strukturreformen i 2007 indgik i Brønderslev Kommune.
Da kirkedistrikterne blev afskaffet 1. oktober 2010, blev Melholt Kirkedistrikt udskilt af Asaa Sogn som det selvstændige Melholt Sogn.
Stednavne, se Asaa Sogn.